# Vervelle
La vervelle de fauconnerie, ou plus justement nommée vervelle de chasse au vol, est un petit objet d’orfèvrerie attaché aux pattes - aux tarses - des oiseaux de chasse. Utilisées par paire, elles sont liées chacune d'elles aux jets - qui sont de fines lanières de cuir - lesquels permettent de retenir l’animal au poing, entre le majeur et l’annulaire de la main gauche. Afin d’identifier le propriétaire de l’oiseau en cas de perte, la vervelle est munie d’un blason ou de signes distinctifs permettant de reconnaître facilement l’individu auquel l’oiseau est rattaché. Souvent en alliage cuivreux, d'argent ou d'or, ces petits objets sont communément émaillés ou gravés et se trouvent sous forme d'anneau ou de petite plaque.

## Étymologie
Le mot vervelle pourrait venir du latin vertibellum signifiant « objet qui tourne », déverbal de vertere « tourner ». Mais aussi du latin vertibella, qui signifie « petite vertèbre », tout comme vervella, signifiant là encore « petite vertèbre ».
La vervelle est un mot qui regroupe plusieurs définitions, mise à part la fauconnerie :
Dans le domaine de la philatélie, l'on nomme "vervelle" le surnom d'une des nuances du timbre.
Dans le domaine de la serrurerie, la vervelle est un anneau de serrure, verrou, loquet de porte dont la coulisse roule entre deux colliers et se termine par une patte à moraillon, tombant dans une serrure.
Dans l'armement, la vervelle est une forme de petit piton qui était autrefois fixé au bassinet d'une armure.
Bien que la définition de l'objet soit plurielle et regroupe plusieurs objets différents les uns des autres, la notion d’attache entre deux éléments, tant pour la vervelle de chasse au vol, que la vervelle comme loquet, est immuable. Cet homographe est donc potentiellement de même étymologie. Les termes latins vertevelle, vertibella, vertevelle semblent être une origine terminologique commune à l'objet, doué d'une fonction de lien, de "petite vertèbre".

## Datation
L'objet est sans doute apparu aux alentours du XIIe siècle. La première mention que nous détenons jusqu'alors est celle de Adelard de Bath. Il nous explique l’usage de ce qui semble se rapproche de la vervelle médiévale dans son De Avibus Tractatus au XIIe siècle. En effet, il nous dit que les jets des oiseaux étaient munis d’un anneau plat à leur extrémité ; sans pour autant nommer le terme de vervelle.
La vervelle est un objet qui semble parcourir une grande partie de l’Histoire, du Moyen Âge au XIXe siècle. Bien que nous ne retrouvions plus de vervelle aujourd'hui, la bague, utilisée dans les pratiques ornithologiques actuelles, n'est qu'une héritière de la vervelle médiévale et moderne.

## Typologie
La vervelle se présente sous plusieurs formes : sous forme de plaque, d'anneau et d'une autre forme hybride. 
Par mesure de confort pour l'oiseau, la vervelle ne peut sans doute pas excéder les 10 grammes, ainsi que les 7-8 centimètres de longueur. Ces deux paramètres sont sans nul doute essentiels pour les différencier des autres objets cynégétiques ressemblant fortement à la vervelle de chasse au vol.
Ces différentes formes de vervelles peuvent s'apprécier à travers certaines collections de musées, mais aussi à travers les comptes et/ou les inventaires princiers. De plus, l'iconographie, bien que la vervelle ne soit que trop rare sur les supports artistiques, permettent de visualiser l'objet.

### La vervelle anneau

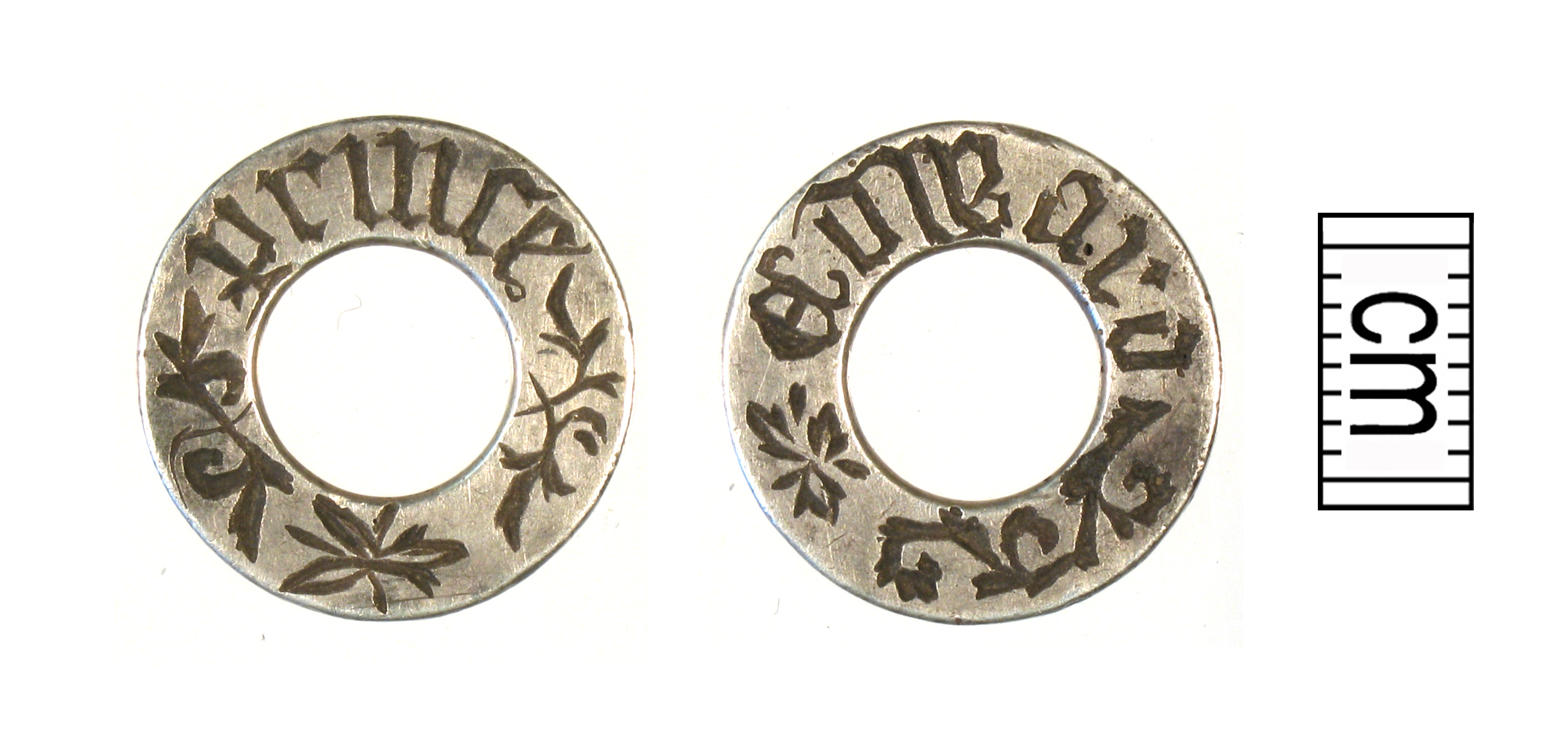
Vervelle anneau inscrite au nom du « Prince Edward » - XVe siècle

Les vervelles en forme d'anneau apparaissent visiblement à la fin du Moyen Âge pour ensuite prospérer à l'époque moderne,. Seulement, les exemples que nous pouvons observer aujourd'hui sont uniquement britanniques.
Les vervelles retrouvées en forme d'anneau, sont le plus souvent en matière noble et sont inscrites au nom du propriétaire. La base de données Antiquities Scheme conserve un grand nombre de ces objets. Le travail de recensement de Michael Lewis sur les vervelles britanniques dans la base de données Antiquities Scheme démontre un nombre important d'objets inscrits aux noms des propriétaires du rapace.

### La vervelle plaque
Les vervelles en forme de plaque sont nombreuses, tant pour l'époque médiévale que pour l'époque moderne et certains musées détiennent ces formes de vervelles. De plus, les inventaires et les comptes princiers permettent de nous renseigner sur les formes qu'elles pouvaient adopter à l'époque médiévale et moderne.
Ces vervelles plaques conservées sont le plus souvent en alliage cuivreux, même si nous avons des mentions de production de vervelles en or ou en argent. Elles sont le plus souvent munies des armes du propriétaire, notamment grâce à l'émaillerie.
Les commandes et les inventaires ducaux nous rappellent souvent que les orfèvres et les émailleurs des cours étaient sans doute chargés de produire ce type d'objet, au même titre que certains bijoux. 

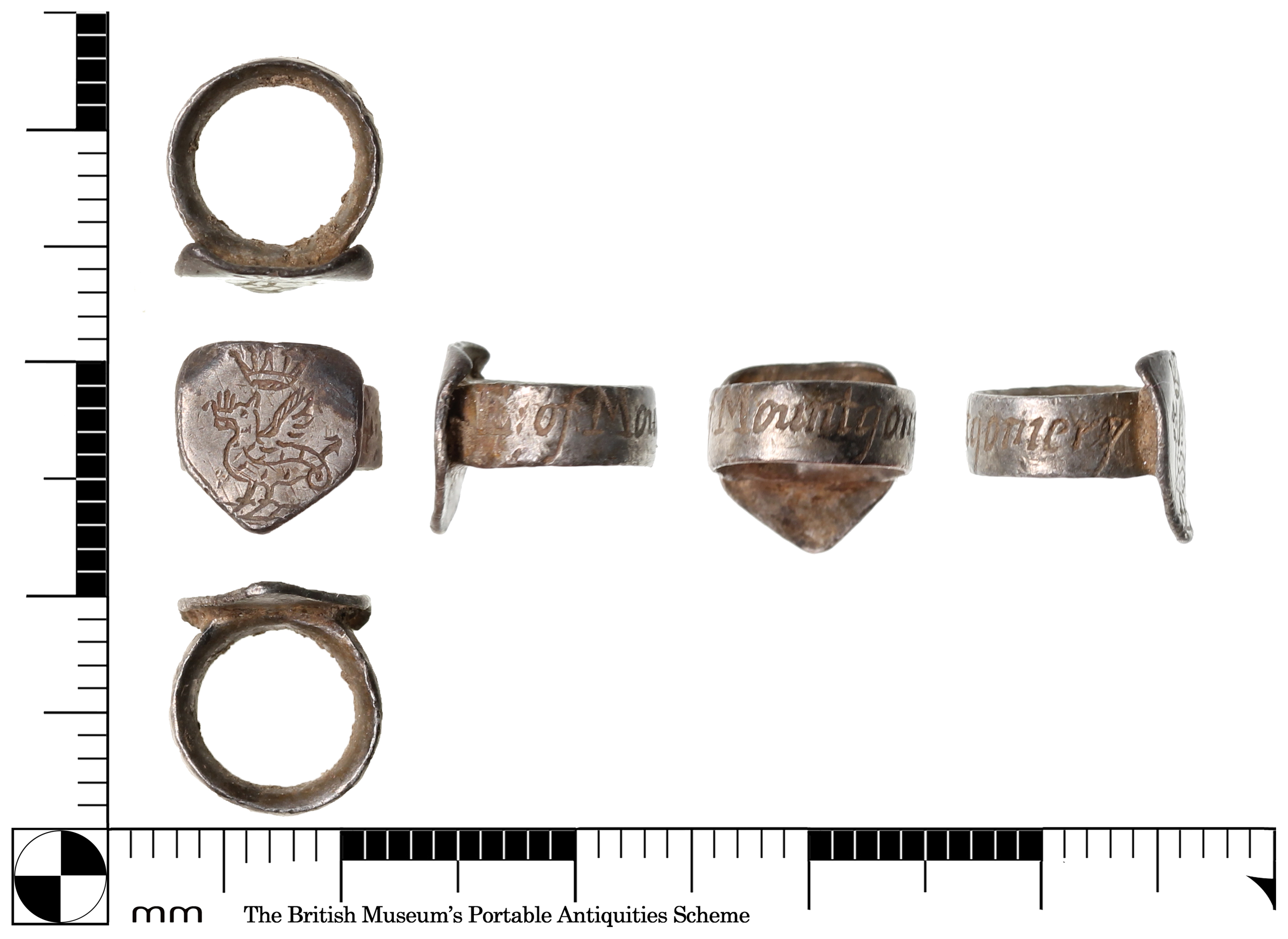
Vervelle muni d'un blason « A la vouivre couronnée » - - Inscription « E. Of Mountgomery »

### Une variante à l'époque moderne
La base de données Antiquities Scheme, nous renseigne sur des formes couplant l'anneau ainsi que la plaque. L'on peut observer sur les plaques apposées à l'anneau, des inscriptions ou bien les armoiries du propriétaire de l'oiseau.
Comme les modèles déjà cités précédemment, ces vervelles peuvent elles aussi se retrouver composées de différents matériaux, tant en or, qu'en argent, qu'en alliage cuivreux. 

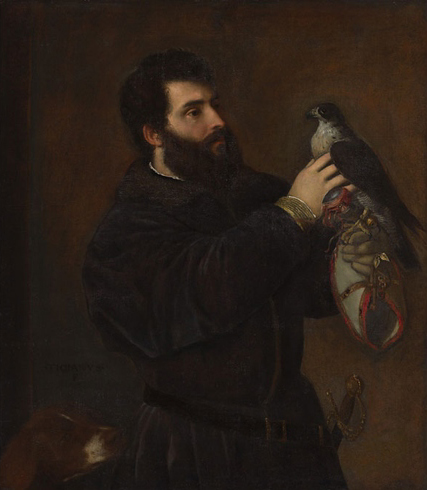
Titien, Giorgio Cornaro avec un faucon, 1537, Joslyn Art Museum

### L'iconographie
Il est très rare de reconnaître des vervelles dans l'iconographie. Cependant, quelques exemples subsistent tandis que d'autres montrent une protubérance à l'extrémité des jets, sans que l'on puisse réellement identifier  s'il s'agit d'une vervelle.
À l'époque médiévale, l'une des plus belles représentations jusqu'alors de vervelle se trouve sur la tapisserie de la Dame à la licorne.
Pour l'époque moderne, un des tableaux du Titien montre sans conteste une paire de vervelles plaque sur le tableau Portrait d'homme au faucon.
Un tableau de Véronèse, Le fauconnier, représente également un homme avec tout son outillages de chasse au vol, ainsi qu'au bout des jets, une vervelle.

## Confusions typologiques
Les confusions typologiques existent depuis de nombreuses années concernant la vervelle de chasse au vol. En effet, entre les traductions latines difficiles, les confusions dans certains ouvrages, le manque d'objets à étudier et le manque de description dans les ouvrages médiévaux, la vervelle de chasse au vol est mise à mal. 

### Touret
Le touret est un petit objet à deux anneaux rivetés permettant de lier la longe aux jets de l'oiseau lorsqu'il est posé sur une perche. Malheureusement, nombreux sont les ouvrages qui peuvent confondre les deux objets. Charavay, par exemple, cite le touret comme étant le seul objet où l'on peut inscrire les armes ou le nom du propriétaire. Il s'avère que c'est faux. 
Mais encore, certains ouvrages majeurs comme La fauconnerie ancienne et moderne de Chenu et Des Murs confondent les deux définitions, ou bien, eux-mêmes n'arrivent pas à différencier les deux. 

### Les pendants de harnais
Certains objets d'orfèvrerie utiles à l'exercice de la chasse peuvent être confondus avec la vervelle de chasse au vol, ou du moins faire preuve d'abus de langage.
Il y a plusieurs raisons à cela : la méconnaissance de la vervelle, mais aussi la ressemblance frappante avec les autres objets comme les pendants de harnais et les écussons. Tout cela émane du manque d'informations de l'époque à propos de ces petits objets produits, sans doute, dans les ateliers d'orfèvrerie. 
Les animaux utilisés pour les chasses médiévales, à savoir les chiens, les rapaces et les chevaux, étaient largement décorés, tant grâce à l’orfèvrerie, qu’au tissu, ou bien même à la tannerie. Les vervelles n’y échappent pas, elles font partie intégrante du matériel utilitaire et décoratif de l’animal, au même titre que les harnais des chevaux, autant utilitaires que décoratifs. D'autant plus, les pendants de harnais utilisés pour les chevaux sont, au même titre que la vervelle, des outils tant décoratifs qu'identitaire.  
Le terme de « pendant de harnais » est largement employé par les auteurs, même hors de la communauté scientifique. Toutefois, même si la grande majorité arrive à s’accorder sur cette terminologie, certains ouvrages n’hésitent pas à appeler ces objets encore des « vervelles », ou du moins, montrent certaines difficultés à nommer correctement de manière identique le pendant de harnais tout du long de l'ouvrage. 
Mais ces difficultés de classification et ces abus de langage ne sont pas condamnables. Il est encore très dur, face au manque d'information, de pouvoir définir, décrire et classer la vervelle de chasse au vol comme un objet à part entière, tout comme les autres objets d'objets d'orfèvrerie identitaires utilisés lors de la chasse. 